# Alan Bates
Alan Arthur Bates (Allestree, 17 febbraio 1934 – Londra, 27 dicembre 2003) è stato un attore britannico.

## Biografia
Nato ad Allestree, un sobborgo di Derby, Bates si diplomò alla Royal Academy of Dramatic Art di Londra, dove studiò prima di arruolarsi nella Royal Air Force. Nel 1956 esordì in teatro nel West End come protagonista in Ricorda con rabbia di John Osborne, un ruolo che ne fece una star. Quattro anni più tardi recitò ne Gli sfasati (1960), il suo primo ruolo cinematografico. Negli anni seguenti la sua carriera cominciò a decollare e apparve in molti film di successo internazionale come Zorba il greco (1964), Georgy svegliati! (1966), Via dalla pazza folla (1967) e nel film di John Frankenheimer L'uomo di Kiev (1968), che gli fruttò una candidatura al premio Oscar come migliore attore. 
Nel 1969 raggiunse l'apice del successo con Donne in amore di Ken Russell, film che suscitò molto scalpore per la celebre scena in cui Bates e il coprotagonista Oliver Reed lottano nudi davanti a un caminetto. Negli anni settanta la sua carriera proseguì con Messaggero d'amore (1971) di Joseph Losey, Una donna tutta sola (1978) di Paul Mazursky e L'australiano (1978) di Jerzy Skolimowski, una delle sue performance più convincenti. L'attore preferiva concentrarsi su ruoli significativi piuttosto che accettare tutto ciò che gli veniva proposto; nel ventennio successivo lavorò soprattutto con registi di alto livello, come James Ivory in Quartet (1981), Alan Bridges in Prigioniero del passato (1982), Michael Winner in L'avventuriera perversa (1983), Andrei Konchalovsky in Duet for One (1986), Claude Chabrol in Doctor M. (1990), Franco Zeffirelli in Amleto (1990), Sam Shepard in Silent Tongue (1994), Robert Altman in Gosford Park (2001). La sua ultima apparizione sul grande schermo fu in The Statement - La sentenza (2003), di Norman Jewison, girato poco prima della sua morte. 
In televisione i suoi ruoli spaziarono da personaggi classici, come lo Henchard de Il sindaco di Casterbridge (1978), all'agente segreto Guy Burgess in An Englishman Abroad (1983), al narratore nella versione del 2000 de Le mille e una notte.
Acclamato interprete teatrale, sul palcoscenico Bates ebbe un rapporto preferenziale con le opere di Simon Gray; recitò in Butley, Otherwise Engaged, Stage Struck, Melon, Life Support e Simply Disconnected; lavorò anche nel film Butley e nella serie televisiva di Gray Unnatural Pursuits. Vinse due Tony Award (l'analogo teatrale del Premio Oscar) come Migliore attore protagonista, il primo nel 1973 per il suo ruolo in Butley e il secondo 29 anni più tardi per Fortune's Fool, solo un anno prima della sua dipartita. 
Fu nominato Commendatore dell'Impero Britannico (CBE) nel 1996 e successivamente Cavaliere (KBE) nel 2003.
Bates interpretò il personaggio di Antonio Agrippa nella miniserie di History Channel Spartaco - Il gladiatore, che venne trasmessa nel 2004, dopo la sua morte. L'opera fu dedicata alla sua memoria e a quella di Howard Fast, l'autore del romanzo originale che ispirò il film Spartacus di Stanley Kubrick.

## Vita personale
La vita privata di Bates fu segnata da drammi familiari. Sua moglie Victoria Ward, attrice con la quale era sposato dal 1970, morì nel 1992 per un sospetto attacco cardiaco, conseguenza di una grave malattia; la coppia ebbe due figli gemelli, Benedick e Tristan, che divennero entrambi attori. Tristan morì a Tokyo nel 1990, all'età di 19 anni, per un attacco d'asma (forse causato da un'overdose d'eroina). 
Nel corso della sua vita, Bates ebbe anche diverse relazioni con uomini, benché tenute estremamente riservate; fu legato per dieci anni all'attore Peter Wyngarde e successivamente al campione olimpico John Curry (che nel 1994 morì di AIDS fra le sue braccia), nonché all'attore Nickolas Grace. Negli ultimi anni di vita fu compagno dell'attrice Joanna Pettet. Morì nel 2003 per un cancro al pancreas, all'età di 69 anni.

## Filmografia

### Cinema
- Gli sfasati (The Entertainer), regia di Tony Richardson (1960)
- Whistle Down the Wind, regia di Bryan Forbes (1961)
- Una maniera d'amare (A Kind of Loving), regia di John Schlesinger (1962)
- The Caretaker - Il guardiano (The Caretaker), regia di Clive Donner (1963)
- Un buon prezzo per morire (The Running Man), regia di Carol Reed (1963)
- Il cadavere in cantina (Nothing But the Best), regia di Clive Donner (1964)
- Zorba il greco (Alexis Zorbas), regia di Michael Cacoyannis (1964)
- Georgy, svegliati (Georgy Girl), regia di Silvio Narizzano (1966)
- Tutti pazzi meno io (Le roi de coeur), regia di Philippe de Broca (1966)
- Via dalla pazza folla (Far from the Madding Crowd), regia di John Schlesinger (1967)
- L'uomo di Kiev (The Fixer), regia di John Frankenheimer (1968)
- Donne in amore (Women in Love), regia di Ken Russell (1969)
- Tre sorelle (Three Sisters), regia di Laurence Olivier e John Sichel (1970)
- Messaggero d'amore (The Go-Between), regia di Joseph Losey (1971)
- A Day in the Death of Joe Egg, regia di Peter Medak (1972)
- Questo impossibile oggetto (Story of a Love Story), regia di John Frankenheimer (1973)
- Butley, regia di Harold Pinter (1974)
- Celebrazione (In Celebration), regia di Lindsay Anderson (1975)
- Royal Flash, regia di Richard Lester (1975)
- L'australiano (The Shout), regia di Jerzy Skolimowski (1978)
- Una donna tutta sola (An Unmarried Woman), regia di Paul Mazursky (1978)
- The Rose, regia di Mark Rydell (1979)
- Nijinsky, regia di Herbert Ross (1980)
- Quartet, regia di James Ivory (1981)
- Mani in alto! (Rece do góry), regia di Jerzy Skolimowski (1981)
- Prigioniero del passato (The Return of the Soldier), regia di Alan Bridges (1982)
- Britannia Hospital, regia di Lindsay Anderson (1982)
- L'avventuriera perversa (The Wicked Lady), regia di Michael Winner (1983)
- Duet for One, regia di Andrei Konchalovsky (1986)
- Una preghiera per morire (A Prayer for the Dying), regia di Mike Hodges (1987)
- Il più gran bene del mondo (We Think the World of You), regia di Colin Gregg (1988)
- Forza maggiore (Force majeure), regia di Pierre Jolivet (1989)
- Mister Frost, regia di Philippe Setbon (1990)
- Doctor M. (Dr. M), regia di Claude Chabrol (1990)
- Amleto (Hamlet), regia di Franco Zeffirelli (1990)
- Shuttlecock, regia di Andrew Piddington (1991)
- Secret Friends, regia di Dennis Potter (1991)
- Silent Tongue, regia di Sam Shepard (1994)
- Grotesque (The Grotesque), regia di John-Paul Davidson (1995)
- Il giardino dei ciliegi (The Cherry Orchard), regia di Mihalis Kakogiannis (1999)
- Gosford Park, regia di Robert Altman (2001)
- The Mothman Prophecies - Voci dall'ombra (The Mothman Prophecies), regia di Mark Pellington (2002)
- Al vertice della tensione (The Sum of All Fears), regia di Phil Alden Robinson (2002)
- Evelyn, regia di Bruce Beresford (2002)
- Hollywood North, regia di Peter O'Brian (2003)
- Meanwhile, regia di Jason Millward (2003)
- The Statement - La sentenza (The Statement), regia di Norman Jewison (2003)

### Televisione
- Il sindaco di Casterbridge (The Mayor of Casterbridge) – miniserie TV, 7 episodi (1978)
- 102 Boulevard Haussmann, regia di Udayan Prasad – film TV (1990)
- Il dono di Nicholas (Nicholas' Gift), regia di Robert Markowitz – film TV (1998)
- Il principe e il povero (The Prince and the Pauper), regia di Giles Foster – film TV (2000)

## Teatro (parziale)
- Ricorda con rabbia, di John Osborne. Royal Court Theatre di Londra (1955)
- Lungo viaggio verso la notte, di Eugene O'Neill. Gielgud Theatre di Londra (1958)
- Il guardiano, di Harold Pinter. Arts Theatre e Duchess Theatre di Londra (1960), Lyceum Theatre di Broadway (1961)
- Tre sorelle, di Anton Čechov. Old Vic di Londra (1967)
- Butley, di Simon Gray. Morosco Theatre di Broadway (1972)
- La bisbetica domata, di William Shakespeare. Royal Shakespeare Theatre di Stratford-upon-Avon (1973)
- Il costruttore Solness, di Henrik Ibsen. Aldwych Theatre di Londra (1995)
- Antonio e Cleopatra, di William Shakespeare. Barbican Centre di Londra (2000)
- Pane altrui, di Ivan Turgenev. Music Box Theatre di Broadway (2002)

## Doppiatori italiani
- Giuseppe Rinaldi in Gli sfasati, Zorba il greco, Via dalla pazza folla, Amleto
- Marcello Tusco in Una donna tutta sola, The Rose, L'avventuriera perversa
- Pino Locchi in Un buon prezzo per morire, Il cadavere in cantina
- Gino La Monica in L'uomo di Kiev, Donne in amore
- Ugo Maria Morosi in The Mothman Prophecies - Voci dall'ombra, Al vertice della tensione
- Oreste Lionello in Georgy, svegliati
- Walter Maestosi in Messaggero d'amore
- Dario Penne in Questo impossibile oggetto
- Giorgio Piazza in L'australiano
- Pino Colizzi in Prigioniero del passato
- Paolo Buglioni in Una preghiera per morire
- Emilio Cappuccio in Doctor M.
- Sergio Di Stefano in Gosford Park
- Bruno Alessandro in The Statement - La sentenza

## Riconoscimenti
- Premi Oscar 1969 - Candidatura all'Oscar al miglior attore per L'uomo di Kiev